# Кражбата на чертежите
„Кражбата на чертежите“, преведен на български още като „Плановете на подводницата „Брус-Партингтън““ (на английски: The Adventure of the Bruce-Partington Plans) е разказ на писателя Артър Конан Дойл за известния детектив Шерлок Холмс. Включен е в сборника „Преди да падне завесата“, публикуван през 1917 година.

## Сюжет
Внимание:  Текстът по-долу разкрива сюжета на произведението (или части от него)!
По искане на правителството на Обединеното кралство към Шерлок Холмс се обръща за помощ брат му Майкрофт Холмс. На жп линията на метрото е намерено тялото на Кадоган Уест, който е работил в Уолиджкия арсенал. В джобовете му са открити строго секретни чертежи на най-новата подводница на армията. Тези чертежи са една от основните британски военни тайни. Открити са обаче само 7 чертежа, а три от най-важните планове са изчезнали. Майкрофт Холмс моли брат си да прояви всичките си умения, за да реши тази загадка, тъй като става въпрос за националната сигурност на кралството.
В началото на разследването Холмс започва да разпитва всички замесени в случая лица и се оказва, че прекият ръководител на Кадоган Уест, сър Джеймс Уолтърс, също е мъртъв. Холмс научава това от брата на сър Джеймс, полковник Валентин Уолтърс. Оглеждайки около релсите на метрото, Холмс прави извода, че тялото на Кадоган Уест е било поставено на покрива на вагона на метрото. Холмс иска от брат си Майкрофт списъка на големите международни шпиони, които работят в Лондон, с техните домашни адреси. След анализ на адресите, Холмс веднага заподозира, че е замесен Хюг Оберщайн. Прозорецът на неговия апартамент е разположен точно над железопътната линия. Незаконно прониквайки в дома му, заедно с Уотсън, Холмс намира кореспонденция на вече избягалия от Англия шпионин с анонимно лице, осъществявана чрез обяви във вестник „Дейли Телеграф“. Освен това Холмс открива в апартамента на Оберщайн и следи от убийството на Кадоган Уест – изсъхнали кървави петна върху перваза на прозореца.
Публикувайки във вестник „Дейли Телеграф“ кодирана обява с предложение за среща, Холмс, брат му Майкрофт, Уотсън и инспектор Лестрейд, правят засада в квартирата на Оберщайн. На определената срещна идва полковник Валентин Уолтърс, който незабавно е арестуван. Уолтърс осъзнава вината си и призна всичко.
Оказва се, че оплетен в дългове, полковникът е приел предложението на Оберщайн да открадне за много пари чертежите на подводницата. Кадоган Уест, който е следил Валентин Уолтърс, е влязъл внезапно в апартамента на Оберщайн по време на предаване на откраднатите ценни документи и е бил убит от шпионина. След това тялото на Уест наистина е било поставено на покрива на вагона на метрото. При това Оберщайн иска за кражбата да заподозрат убития Уест и затова е оставил в джобовете на Уест седемте чертежа, а трите най-важни е взел със себе си. Смъртта на Джеймс Уолтърс е последвала скоро след това, тъй като той намира в брат си ключовете от сейфа. Сър Джеймс осъзнава, че брат му е откраднал тайните документи и затова се самоубива.
Холмс предлага на предателя да поправи своите действия. Полковник Уолтърс написва обява с покана за среща с Оберщайн, уж за да предаде и останалите седем чертежа на подводницата. При устроения капан шпионинът е арестуван от полицията, а Холмс е поканен в Уиндзор, където получава подарък – изумрудена игла за вратовръзка – от видна дама.

## Интересни факти
Разказът „Кражбата на чертежите“ е един от четирите, в които се появява братът на Ширлок Холмс, Майкрофт Холмс. Той е основен герой в този разказ и в разказа „Преводачът грък“, а в другите е епизодичен герой. От разказа става ясно, че той е важна личност и работи за британското правителство.
„Кражбата на чертежите“ може да се разглежда като предвестник на литературния жанр „шпионски трилър“, който все още не е развит. Кражбата на военни тайни е една от основните теми в началото на века, свързана с „Аферата Драйфус“, и е предизвикала международен дебат по света.
В разказа се споменава, че Холмс се занимава с писане на „монография върху „Полифоничните мотети на Лассо“, която след това е „била отпечатана за ограничен кръг читатели, и е оценена от специалистите като последна дума по този въпрос“.

## Адаптации
През 1922 г. разказът е екранизиран във Великобритания в едноименния филм с участието на Ейли Норууд в ролята на Холмс и Хюбърт Уилис в ролята на Уотсън.
Екранизиран е отново във Великобритания през 1965 г. в едноименен филм с участието на Дъглас Уилмър в ролята на Холмс и на Найджъл Сток като Уотсън.
През 1968 г. е филмиран в Германия с участието на Ерих Шелов като Холмс и Пол Едвин Рот като Уотсън
Отново през 1988 г. е екранизиран във Великобритания с участието на Джеръми Брет в ролята на Холмс и Едуард Хардуик като Уотсън. 